# Olga Kaminer

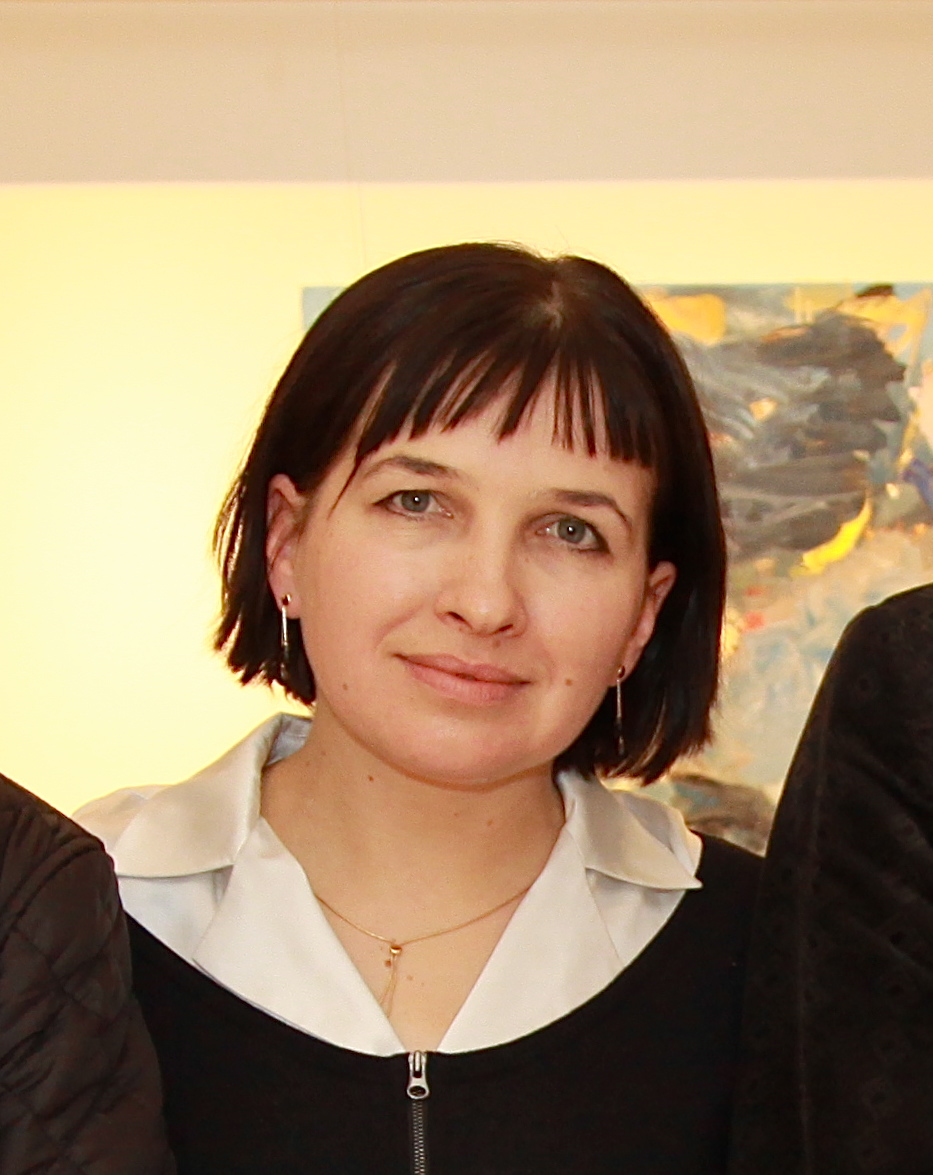
Olga Kaminer (2008)

Olga Kaminer (russisch Ольга Каминер; * 1966 in Ocha auf der Insel Sachalin als Olga Gura) ist eine deutsche Autorin russischer Herkunft.

## Leben
Kaminer verbrachte ihre Kindheit und Jugend auf der Insel Sachalin. Ab ihrem sechzehnten Lebensjahr lebte sie in Leningrad, heute St. Petersburg und studierte dort Chemie. Im Jahre 1990 wanderte sie als Kontingentflüchtling aus der damaligen Sowjetunion nach Berlin aus und erhielt bald die deutsche Staatsangehörigkeit. Heute lebt sie mit ihrem Ehemann Wladimir Kaminer und ihren zwei Kindern Sebastian und Nicole in Berlin-Prenzlauer Berg. Sie ist Mitgründerin des PEN Berlin.

## Werke
- Weihnachten auf Russisch. Ullstein, Berlin 2007, ISBN 978-3-550-08701-1.
- mit Wladimir Kaminer: Küche totalitär – das Kochbuch des Sozialismus (illustriert von Vitali Konstantinov), Goldmann, München 2006, ISBN 3-442-54610-9.
- Alle meine Katzen. Ullstein, Berlin 2005, ISBN 3-550-08628-8; als Hörbuch in Audioverlag, Berlin 2006, ISBN 3-89813-447-4.
- Russische Frauen (Vorwort von Wladimir Kaminer), epubli, Berlin 2013, ISBN 978-3-8442-4906-4.